# Torneo preliminare FIRA 1996-1997
Il Torneo preliminare FIRA 1996-97, o Torneo di qualificazione europea alla Coppa del Mondo 1999, fu il 33º torneo internazionale di rugby a 15 organizzato dalla FIRA.
Si tenne dal 16 settembre 1996 al 17 maggio 1997 tra 12 squadre suddivise in quattro gironi da tre ciascuna che si disputarono l'accesso ai play-off per la graduatoria finale.
Privo delle tre squadre impegnate dapprima nella Coppa del Mondo 1995 e, a seguire, nel campionato europeo 1995-97, servì a designare la terza testa di serie che avrebbe affiancato Italia e Romania nel secondo turno di qualificazioni europee alla Coppa del Mondo 1999 nonché per l'assegnazione ai turni di quelle della zona africana, vista la presenza nel torneo anche di Marocco e Tunisia.
Il torneo non assegnò titoli, e fu vinto dalla Spagna che in finale batté il Portogallo allo stadio dell'Università Complutense di Madrid per 25 a 18; la Spagna guadagnò quindi il titolo di testa di serie del terzo girone al secondo turno delle qualificazioni mondiali.

## Formula
Al torneo presero parte 12 squadre, suddivise in 4 gironi da 3 ciascuna; le vincenti di ogni girone entrarono a far parte della poule a 4 per i posti dal 1º al 4º, le seconde per analoga poule per i posti dal 5º all'8º, le ultime per i posti dal 9º al 12º.
Nella fase a gironi, il punteggio fu quello standard di 3 punti per la vittoria, 2 per il pareggio, 1 per la sconfitta e 0 per il forfait.

## 1ª fase

### Girone A
| Data       | Incontro          | Risultato | Sede       |
| ---------- | ----------------- | --------- | ---------- |
| 16-9-1996  | Belgio — Germania | 24-3      | Bruxelles  |
| 26-11-1996 | Germania — Spagna | 17-25     | Heidelberg |
| 8-12-1996  | Spagna — Belgio   | 77-0      | Madrid     |

|    | Classifica | G | V | N | P | PF  | PS | P±  | PT |
| -- | ---------- | - | - | - | - | --- | -- | --- | -- |
| A1 | Spagna     | 2 | 2 | 0 | 0 | 102 | 17 | +85 | 6  |
| A2 | Belgio     | 2 | 1 | 0 | 1 | 24  | 80 | -56 | 4  |
| A3 | Germania   | 2 | 0 | 0 | 2 | 20  | 49 | -29 | 2  |

### Girone B
| Data       | Incontro            | Risultato | Sede    |
| ---------- | ------------------- | --------- | ------- |
| 22-9-1996  | Rep. Ceca — Georgia | 14-18     | Praga   |
| 20-10-1996 | Georgia — Russia    | 29-20     | Tbilisi |
| 26-10-1996 | Russia — Rep. Ceca  | 37-14     | Mosca   |

|    | Classifica | G | V | N | P | PF | PS | P±  | PT |
| -- | ---------- | - | - | - | - | -- | -- | --- | -- |
| B1 | Georgia    | 2 | 2 | 0 | 0 | 47 | 34 | +13 | 6  |
| B2 | Russia     | 2 | 1 | 0 | 1 | 57 | 43 | +14 | 4  |
| B3 | Rep. Ceca  | 2 | 0 | 0 | 2 | 28 | 55 | -27 | 2  |

### Girone C
| Data       | Incontro                 | Risultato | Sede    |
| ---------- | ------------------------ | --------- | ------- |
| 27-10-1996 | Paesi Bassi — Tunisia    | 15-20     | Leida   |
| 24-11-1996 | Portogallo — Paesi Bassi | 55-11     | Lisbona |
| 7-12-1996  | Tunisia — Portogallo     | 6-11      | Tunisi  |

|    | Classifica  | G | V | N | P | PF | PS | P±  | PT |
| -- | ----------- | - | - | - | - | -- | -- | --- | -- |
| C1 | Portogallo  | 2 | 2 | 0 | 0 | 66 | 17 | +49 | 6  |
| C2 | Tunisia     | 2 | 1 | 0 | 1 | 26 | 26 | 0   | 4  |
| C3 | Paesi Bassi | 2 | 0 | 0 | 2 | 26 | 75 | -49 | 2  |

### Girone D
| Data       | Incontro            | Risultato | Sede       |
| ---------- | ------------------- | --------- | ---------- |
| 28-9-1996  | Polonia — Danimarca | 16-10     | Danzica    |
| 19-10-1996 | Marocco — Polonia   | 16-17     | Casablanca |
| 2-11-1996  | Danimarca — Marocco | 5-17      | Copenaghen |

|    | Classifica | G | V | N | P | PF | PS | P±  | PT |
| -- | ---------- | - | - | - | - | -- | -- | --- | -- |
| D1 | Polonia    | 2 | 2 | 0 | 0 | 33 | 26 | +7  | 6  |
| D2 | Marocco    | 2 | 1 | 0 | 1 | 33 | 22 | +11 | 4  |
| D3 | Danimarca  | 2 | 0 | 0 | 2 | 15 | 33 | -18 | 2  |

## Fase a eliminazione diretta

### 9º posto
|  | Semifinali | Semifinali  | Semifinali |          |           | Finale 9º posto  | Finale 9º posto  | Finale 9º posto  |  |
|  |            |             |            |          |           |                  |                  |                  |  |
|  | B3         | Rep. Ceca   | 19         |          |           |                  |                  |                  |  |
|  | B3         | Rep. Ceca   | 19         |          |           |                  |                  |                  |  |
|  | C3         | Paesi Bassi | 18         |          |           |                  |                  |                  |  |
|  | C3         | Paesi Bassi | 18         |          | Rep. Ceca | Rep. Ceca        | 9                |                  |  |
|  |            |             |            |          | Rep. Ceca | Rep. Ceca        | 9                |                  |  |
|  |            |             | Germania   | Germania | 14        |                  |                  |                  |  |
|  | D3         | Danimarca   | Germania   | Germania | 14        | 8                |                  |                  |  |
|  | D3         | Danimarca   |            |          |           | 8                |                  |                  |  |
|  | A3         | Germania    | 13         |          |           | Finale 11º posto | Finale 11º posto | Finale 11º posto |  |
|  | A3         | Germania    | 13         |          |           |                  |                  |                  |  |
|  |            |             |            |          |           |                  |                  |                  |  |
|  |            |             |            |          |           | Paesi Bassi      | Paesi Bassi      | 48               |  |
|  |            |             |            |          |           | Paesi Bassi      | Paesi Bassi      | 48               |  |
|  |            |             |            |          |           | Danimarca        | Danimarca        | 5                |  |

### 5º posto
|  | Semifinali | Semifinali | Semifinali |        |         | Finale 5º posto | Finale 5º posto | Finale 5º posto |  |
|  |            |            |            |        |         |                 |                 |                 |  |
|  | A2         | Belgio     | 9          |        |         |                 |                 |                 |  |
|  | A2         | Belgio     | 9          |        |         |                 |                 |                 |  |
|  | D2         | Marocco    | 14         |        |         |                 |                 |                 |  |
|  | D2         | Marocco    | 14         |        | Marocco | Marocco         | 20              |                 |  |
|  |            |            |            |        | Marocco | Marocco         | 20              |                 |  |
|  |            |            | Russia     | Russia | 7       |                 |                 |                 |  |
|  | C2         | Tunisia    | Russia     | Russia | 7       | 25              |                 |                 |  |
|  | C2         | Tunisia    |            |        |         | 25              |                 |                 |  |
|  | B2         | Russia     | 30         |        |         | Finale 7º posto | Finale 7º posto | Finale 7º posto |  |
|  | B2         | Russia     | 30         |        |         |                 |                 |                 |  |
|  |            |            |            |        |         |                 |                 |                 |  |
|  |            |            |            |        |         | Belgio          | Belgio          | 22              |  |
|  |            |            |            |        |         | Belgio          | Belgio          | 22              |  |
|  |            |            |            |        |         | Tunisia         | Tunisia         | 29              |  |

### 1º posto
|  | Semifinali | Semifinali | Semifinali |            |        | Finale 1º posto | Finale 1º posto | Finale 1º posto |  |
|  |            |            |            |            |        |                 |                 |                 |  |
|  | C1         | Portogallo | 21         |            |        |                 |                 |                 |  |
|  | C1         | Portogallo | 21         |            |        |                 |                 |                 |  |
|  | B1         | Georgia    | 17         |            |        |                 |                 |                 |  |
|  | B1         | Georgia    | 17         |            | Spagna | Spagna          | 25              |                 |  |
|  |            |            |            |            | Spagna | Spagna          | 25              |                 |  |
|  |            |            | Portogallo | Portogallo | 18     |                 |                 |                 |  |
|  | A1         | Tunisia    | Portogallo | Portogallo | 18     | 25              |                 |                 |  |
|  | A1         | Tunisia    |            |            |        | 25              |                 |                 |  |
|  | D1         | Russia     | 30         |            |        | Finale 3º posto | Finale 3º posto | Finale 3º posto |  |
|  | D1         | Russia     | 30         |            |        |                 |                 |                 |  |
|  |            |            |            |            |        |                 |                 |                 |  |
|  |            |            |            |            |        | Polonia         | Polonia         | 29              |  |
|  |            |            |            |            |        | Polonia         | Polonia         | 29              |  |
|  |            |            |            |            |        | Georgia         | Georgia         | 23              |  |

#### Finale 1º posto
| Arbitro: | Rossano Faccioli |

|                                     |      |                      |
| Gutiérrez 27’ Souto 58’ Puertas 71’ | mt   | 6’ Portela 37’ Bento |
| Aurre 58’, 71’                      | tr   | 6’ Mourão            |
| Aurre 40’, 48’                      | c.p. | 23’, 43’ Mourão      |

## Classifica finale
|    | Squadra     | Note                                                |
| -- | ----------- | --------------------------------------------------- |
| 1  | Spagna      | Testa di serie alle qualificazioni europee alla CdM |
| 2  | Portogallo  | Alle qualificazioni europee alla CdM                |
| 3  | Polonia     | Alle qualificazioni europee alla CdM                |
| 4  | Georgia     | Alle qualificazioni europee alla CdM                |
| 5  | Marocco     | Alle qualificazioni africane alla CdM               |
| 6  | Russia      | Alle qualificazioni europee alla CdM                |
| 7  | Tunisia     | Alle qualificazioni africane alla CdM               |
| 8  | Belgio      | Alle qualificazioni europee alla CdM                |
| 9  | Germania    | Alle qualificazioni europee alla CdM                |
| 10 | Rep. Ceca   | Alle qualificazioni europee alla CdM                |
| 11 | Paesi Bassi | Alle qualificazioni europee alla CdM                |
| 12 | Danimarca   | Alle qualificazioni europee alla CdM                |